# Mihail Frunze
Mihail Vasiljevič Frunze [mihaíl vasíljevič frúnze] (rusko Михаи́л Васи́льевич Фру́нзе), ruski revolucionar, politični komisar, * 2. februar (21. januar, ruski koledar) 1885, Pišpek, Semirečenska oblast, Turkestansko generalno gubernatorstvo, Ruski imperij (današnji Biškek, Kirgizistan), † 31. oktober 1925, Moskva, Sovjetska zveza (danes Rusija).

## Življenje
Bil je romunskega rodu. V ruski državljanski vojni je poveljeval armadam južne in vzhodne fronte proti beli gardi. Frunze je dosegel položaj ljudskega komisarja za kopensko vojsko in vojno mornarico ter kandidata za člana politbiroja CK boljševiške partije, ki ga je leta 1925 poslal na operacijo, zaradi katere je umrl.
Po njem so poimenovali Vojaško akdemijo Frunzeja in glavno mesto Kirgiške (A)SSR (Biškek).

## Dela
- Izbrana vojaška dela.